# San Jerónimo Norte
San Jerónimo Norte è una città del dipartimento di Las Colonias, provincia di Santa Fe, in Argentina, a 39 km dal capoluogo della provincia. Le principali attività economiche ruotano attorno al bestiame (caseificio) e agricoltura (soia e grano). Con più di 7 000 abitanti, San Jerónimo Norte emerge come una delle principali colonie agricole della provincia di Santa Fe. Le sue tradizioni svizzere che rimangono fino ad oggi sono la caratteristica distintiva della città. È stata elevata al rango di città nel novembre 2018.